# Aurelian Mihai
Aurelian Mihai (n. 4 noiembrie 1975, Fetești, Ialomița) este un deputat român, membru al Parlamentului României, ales în Camera Deputaților din România în legislatura 2012-2016.
A efectuat studiile liceale în Constanța, apoi a urmat perioada studenției în București, iar în 2001 a emigrat în Spania, la Madrid.
La alegerile din decembrie 2012, a câștigat Colegiul 1, circumscripția 43, din Diaspora, pe listele PPDD, devenind deputat în Parlamentul României, unic reprezentant în Camera Deputaților al cetățenilor români, din Cipru până în Islanda. Ulterior, din mai 2013, a devenit deputat neafiliat.